# 手術部位感染

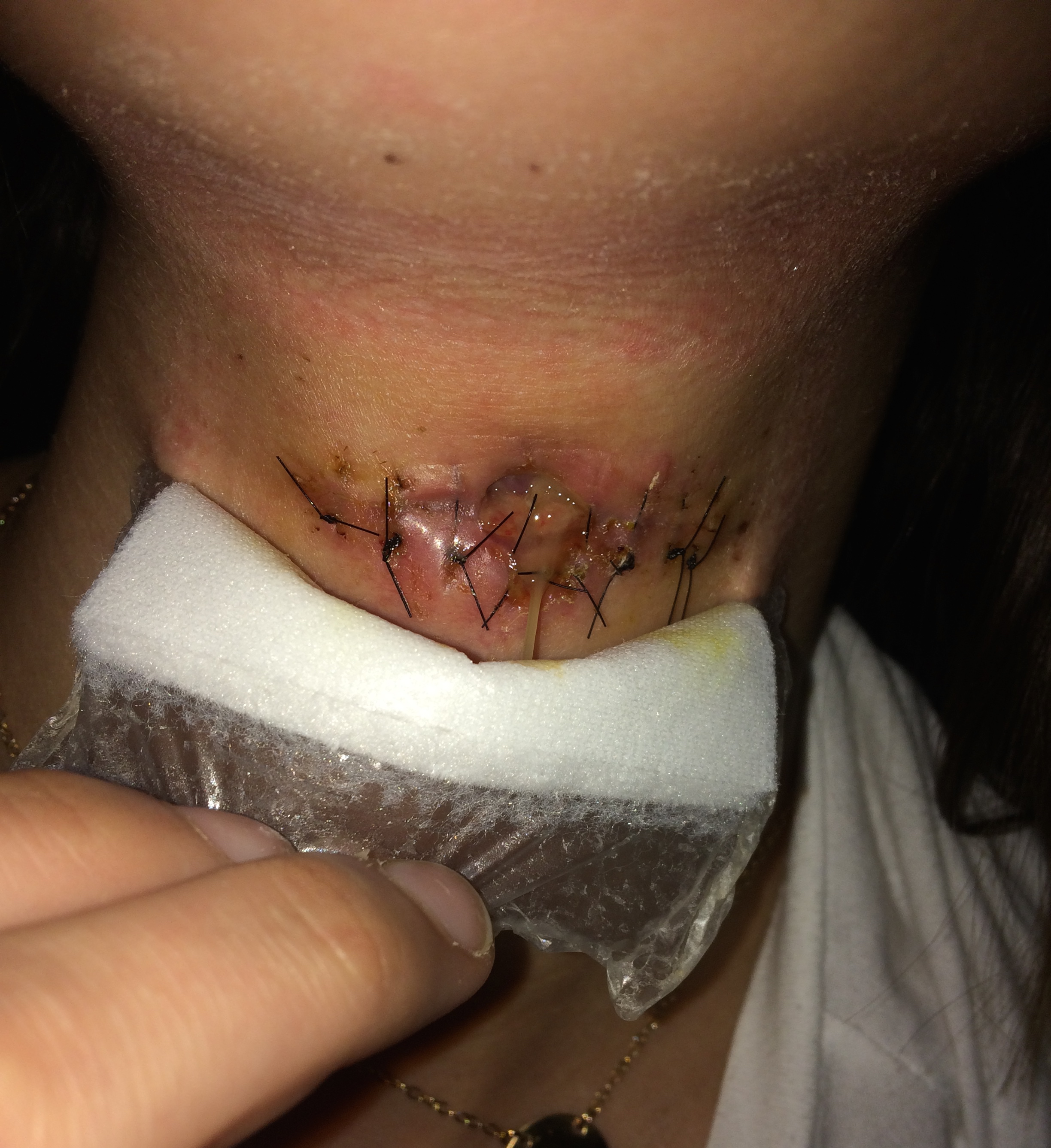
感染している創部

手術部位感染（しゅじゅつぶいかんせん、英: surgical site infection: SSI）とは、外科的切開創から体内に細菌が侵入している状態である。これらの細菌は、患者自身の皮膚、手術器具、または処置が行われる環境から侵入する可能性がある。
手術中のコンタミネーションまたは術後合併症の結果として、手術創の部位で感染が成立した場合にSSIと判定される。感染がSSIに分類されるための条件は、手術後30日以内、またはインプラントが関与している場合は1年以内の感染発生がこれに該当する。
皮膚と皮下組織に限局した手術部位感染は、表在性切開SSIに分類される。これらの感染症は最も多いSSIのタイプであり、報告されたSSIの50％以上を占めている。

## 症状
SSIの症状は、重症度や感染の種類によって異なる。一般的な徴候としては、手術創周辺の発赤や痛みがある。また、感染を示す濁った液や膿性の液が傷口から排出されることもある。そして、発熱も一般的な徴候のひとつで、熱感、腫脹、手術部位の治癒遅延などの他の徴候を伴うことがある。感染の性質や程度によっては、その他の症状が現れることもある。

## 病型
SSIは、皮膚、組織、臓器、人工股関節のようなインプラントなど、さまざまな部位で発生する。
米国疾病管理予防センター（CDC）は、SSIを表在性切開感染、深在性切開感染、臓器/腔感染の3つに分類している。
- 表在性切開感染：切開した皮膚の外層のみが感染する。
- 深在性切開感染：筋肉や周囲の結合組織など、切開創の下の深部組織に影響が及んでいる。
- 臓器感染または腔感染：外科手術に関与した臓器や臓器間の空洞など、体内の内部領域（体腔）で起こる。

## 病原体
手術部位感染（SSI）の原因となる微生物は、多くの場合、内在性の細菌叢に由来する。関与する特定の病原体は通常、実施された外科処置の種類によって異なる。最も頻繁に同定される病原菌は、黄色ブドウ球菌、コアグラーゼ陰性ブドウ球菌、腸球菌、大腸菌である。これらの病原体は、術野の微生物学的環境および手術中に露出した身体部位を反映している。

## 死亡率
SSIは手術後の合併症の重大な原因であり、周術期の合併症（morbidity）と死亡率の両方に寄与している。これらの感染症は、米国だけでも年間200万件を超えるなど、世界的に多くの医療関連感染の原因となっている。

## 研究
ワシントン大学医学部の研究者たちによって行われた研究では、脊椎固定術を受けた210人の成人患者を対象としており、手術後の感染症のほとんどは、患者の皮膚にすでに存在していた細菌によって引き起こされることがわかった（2024年）。この研究はミネソタ大学とアメリカ科学振興協会、そして『Nature』によって特集された。
研究者は、約30回の手術に1回発生する手術部位感染症（SSI）が、感染防止対策にもかかわらず減少していない理由を理解することを目的としていた。彼らはゲノム分析を使用して、術前の患者のマイクロバイオームと術後のSSIサンプルを分析した。
210人の患者のうち、14人（6.8%）がSSIを発症した。ほとんどの患者から手術前に皮膚、鼻、直腸からサンプルが採取された。22個のSSIサンプルの全ゲノムシーケンシングにより、86%が手術前に患者の皮膚で見つかった細菌株と類似していることが明らかになった。同じ病院での59の追加のSSIのさらなる分析では、共通の細菌株は示されず、感染が病院外部の発生源と関連していないことを示唆している。

## 関連文献
- Sawyer, Robert G.; Evans, Heather L.; Hedrick, Traci L. (1 Oct 2019). “Technological Advances in Clinical Definition and Surveillance Methodology for Surgical Site Infection Incorporating Surgical Site Imaging and Patient-Generated Health Data”. Surgical Infections (Mary Ann Liebert Inc) 20 (7):  541–545. doi:10.1089/sur.2019.153. ISSN 1096-2964. PMC 6823882. PMID 31460834.
- Bhattacharya, Susmita (2016). “Surgical Site Infection by Methicillin Resistant Staphylococcus aureus– on Decline?”. Journal of Clinical and Diagnostic Research (JCDR Research and Publications). doi:10.7860/jcdr/2016/21664.8587. ISSN 2249-782X. PMC 5071936. PMID 27790436.